# Chicken Race
Chicken Race (tiêu đề gốc: チキンレース, phiên âm: Chikenresu, tạm dịch: Cuộc đua gà) là tiêu đề bộ phim ngắn sản xuất bởi đài truyền hình WOWOW của Nhật Bản, lên sóng 21:00 ngày 10 tháng 11 năm 2013, với sự tham gia diễn xuất của Okada Masaki và Terao Akira.
Bộ phim là nằm trong dự án loạt phim ngắn đặc biệt của đài truyền hình WOWOW mang tên "drama W" chào mừng Liên hoan Nghệ thuật Quốc gia Nhật Bản năm 2013.

## Cốt truyện
Kamiya Takeshi là con út trong một gia đình có truyền thống bác sĩ. Ngay từ nhỏ, Takeshi đã mong ước trở thành bác sĩ giống như cha mình. Tuy nhiên, khi tham gia kỳ thi tuyển, anh lại không đạt đủ số điểm và buộc phải chuyển hướng sang làm y tá. Thất vọng và xấu hổ, Takeshi xin chuyển công tác về một bệnh viện ở vùng quê cách xa Tokyo. Ở đây, Takeshi hậu đậu, lơ đễnh nhận trách nhiệm chăm sóc Tobita Jou, một người đàn ông đã sống thực vật 45 năm. Ngày ngày, Takeshi tới phòng Jou, vừa chăm sóc vừa giãi bày với ông về những điều anh không dám nói với ai. Một ngày, Jou đột nhiên tỉnh lại.
Vì bị tai nạn vào năm 19 tuổi, dù cơ thể đã trở thành một ông lão 64 tuổi, bên trong Jou vẫn là một chàng trai trẻ, đầu gấu. Jou nhớ hết tất cả những gì Takeshi than thở với ông trong thời gian ông ngủ sâu và hai người trở nên thân thiết. Với sự giúp đỡ của Takeshi, Jou dần dần bình phục. Jou phát hiện ra tiền viện phí của ông suốt 45 năm qua do hai người bạn thân của ông là Nakanishi Kouji và Nakanishi Mari chi trả. Jou nhờ kế toán bệnh viện thông báo với nhà Nakanishi không cần phải chi trả viện phí nữa. Với đề nghị tham gia chương trình nghiên cứu từ cha của Takeshi, Jou được chuyển về bệnh viện lớn tại Tokyo. Nhớ Jou, Takeshi xin nghỉ phép đến Tokyo thăm ông. Tại đây, Takeshi đề nghị đưa Jou tới Obihiro ở Hokkaido, nơi gia đình Nakanishi sinh sống để thăm bạn cũ. Hai người trốn khỏi bệnh viện và cuộc hành trình tới Hokkaido của ông lão 64 tuổi nghịch ngợm và cậu y tá ngây ngô 27 tuổi bắt đầu...

## Diễn viên

### Diễn viên chính
- Okada Masaki vai Kamiya Takeshi
- Terao Akira vai Tobita Jou

### Diễn viên phụ
- Matsuzaka Keiko vai Nakanishi Mari: Bạn cũ của Jou
- Arimura Kasumi vai Sakurai Kumi: Y tá, đồng nghiệp của Takeshi
- Kaga Takeshi vai Kamiya Tsukasa: Cha của Takeshi
- Matsuzaka Tori vai Iguchi Hiroki: Chủ quán bar